# إليس هاريسون
إليس هاريسون (بالإنجليزية: Ellis Harrison) (29 يناير 1994 نيوبورت المملكة المتحدة - ) هو لاعب كرة قدم بريطاني يلعب كمهاجم.

## روابط خارجية
- إليس هاريسون على موقع الاتحاد الأوربي (الإنجليزية)
- إليس هاريسون على موقع قاعدة بيانات كرة القدم.إي يو (الإنجليزية)
- إليس هاريسون على موقع Soccerbase.com (لاعب) (الإنجليزية)
- إليس هاريسون على موقع Soccerway.com (الإنجليزية)
- إليس هاريسون على موقع عالم كرة القدم.نت (الإنجليزية)
- إليس هاريسون على موقع GSA (الإنجليزية)